# A me piace così
A me piace così – debiutancki album studyjny włoskiej piosenkarki Emmy Marrone, wydany 19 października 2010 przez wytwórnię Universal Music. Album składa się z dwunastu włoskojęzycznych kompozycji.
Płytę promowały cztery single: „Con le nuvole”, „Cullami”, „Arriverà” w duecie z zespołem Modà oraz „Io son per te l’amore”. Wydawnictwo dotarło do 2. miejsca na oficjalnej włoskiej liście sprzedaży oraz do 50. miejsca na szwajcarskiej liście sprzedaży. We Włoszech albumowi przyznano certyfikat podwójnej platyny za sprzedaż w nakładzie przekraczającym 120 tysięcy sztuk.
Płyta została wydana dwukrotnie w reedycji: 30 listopada 2010 pod nazwą A me piace così (Special Edition) (rozszerzona o utwory z minialbumu Oltre i dwa dodatkowe utwory: „L’amore che ho” i „(Sittin’ on) the Dock of the Bay” w duecie z Craigem Davidem) oraz 16 lutego 2011 pod nazwą A me piace così (Sanremo Edition) (poszerzona o trzy nowe kompozycje: „Arriverà”, „Io son per te l’amore” i „Per sempre”).

## Lista utworów

### Standardowa
| Nr  | Tytuł                 | Tekst                               | Muzyka                             | Czas  |
| --- | --------------------- | ----------------------------------- | ---------------------------------- | ----- |
| 1.  | „Ho toccato il cielo” | Lisa Sacchezin                      | Luca Chiaravalli                   | 3:56  |
| 2.  | „Cullami”             | Roberto Casalino                    | Roberto Casalino                   | 3:45  |
| 3.  | „Con le nuvole”       | Roberto Casalino                    | Roberto Casalino, Dario Faini      | 3:28  |
| 4.  | „La lontananza”       | Enrica Bonaccorti, Domenico Modugno | Domenico Modugno                   | 2:57  |
| 5.  | „Petali”              | Dario Faini, Antonio Galbiati       | Dario Faini, Antonio Galbiati      | 3:32  |
| 6.  | „Dimmi che senso ha”  | Antonio Galbiati, Dario Faini       | Antonio Galbiati, Dario Faini      | 3:29  |
| 7.  | „Arida”               | Roberto Casalino                    | Roberto Casalino, Antonio Galbiati | 3:30  |
| 8.  | „Emozioniamoci ora”   | Massimo Greco                       | Massimo Greco                      | 3:16  |
| 9.  | „Purché tua”          | Deborah Falanga, Massimo Greco      | Deborah Falanga, Massimo Greco     | 3:40  |
| 10. | „Dalle vene”          | Bungaro, Saverio Grandi             | Bungaro, Saverio Grandi            | 3:17  |
| 11. | „Colori”              | Roberto Angelini                    | Roberto Angelini                   | 3:45  |
| 12. | „On Line”             | Deborah Falanga, Antonio Galbiati   | Deborah Falanga, Antonio Galbiati  | 3:08  |
|     |                       |                                     | Całkowita długość:                 | 41:44 |

### Special Edition

#### CD 1
| Nr | Tytuł                                              | Tekst                                   | Muzyka                                  | Czas  |
| -- | -------------------------------------------------- | --------------------------------------- | --------------------------------------- | ----- |
| 1. | „Sembra strano”                                    | Daniele Coro, Federica Camba            | Daniele Coro, Federica Camba            | 3:36  |
| 2. | „L’esigenza di te”                                 | Federica Camba, Daniele Coro            | Federica Camba, Daniele Coro            | 3:29  |
| 3. | „Calore”                                           | Roberto Angelini                        | Roberto Angelini                        | 3:25  |
| 4. | „Meravigliosa”                                     | Fortunato Zampaglione, Antonio Galbiati | Fortunato Zampaglione, Antonio Galbiati | 3:40  |
| 5. | „Un sogno a costo zero”                            | Daniele Coro, Federica Camba            | Daniele Coro, Federica Camba            | 3:11  |
| 6. | „Davvero”                                          | Federica Camba, Daniele Coro            | Federica Camba, Daniele Coro            | 3:49  |
| 7. | „Folle paradiso”                                   | Daniele Coro, Federica Camba            | Daniele Coro, Federica Camba            | 3:33  |
| 8. | „(Sittin’ on) the Dock of the Bay” (i Craig David) | Otis Redding, Steve Cropper             | Otis Redding, Steve Cropper             | 3:38  |
|    |                                                    |                                         | Całkowita długość:                      | 28:21 |

#### CD 2
| Nr  | Tytuł                 | Tekst                               | Muzyka                             | Czas  |
| --- | --------------------- | ----------------------------------- | ---------------------------------- | ----- |
| 1.  | „Ho toccato il cielo” | Lisa Sacchezin                      | Luca Chiaravalli                   | 3:56  |
| 2.  | „Cullami”             | Roberto Casalino                    | Roberto Casalino                   | 3:45  |
| 3.  | „Con le nuvole”       | Roberto Casalino                    | Roberto Casalino, Dario Faini      | 3:28  |
| 4.  | „La lontananza”       | Enrica Bonaccorti, Domenico Modugno | Domenico Modugno                   | 2:57  |
| 5.  | „Petali”              | Dario Faini, Antonio Galbiati       | Dario Faini, Antonio Galbiati      | 3:32  |
| 6.  | „Dimmi che senso ha”  | Antonio Galbiati, Dario Faini       | Antonio Galbiati, Dario Faini      | 3:29  |
| 7.  | „Arida”               | Roberto Casalino                    | Roberto Casalino, Antonio Galbiati | 3:30  |
| 8.  | „Emozioniamoci ora”   | Massimo Greco                       | Massimo Greco                      | 3:16  |
| 9.  | „Purché tua”          | Deborah Falanga, Massimo Greco      | Deborah Falanga, Massimo Greco     | 3:40  |
| 10. | „Dalle vene”          | Bungaro, Saverio Grandi             | Bungaro, Saverio Grandi            | 3:17  |
| 11. | „Colori”              | Roberto Angelini                    | Roberto Angelini                   | 3:45  |
| 12. | „On Line”             | Deborah Falanga, Antonio Galbiati   | Deborah Falanga, Antonio Galbiati  | 3:08  |
| 13. | „L’amore che ho”      | Giovanni Pellino                    | Giovanni Pellino                   | 3:36  |
|     |                       |                                     | Całkowita długość:                 | 45:20 |

### Sanremo Edition
| Nr  | Tytuł                   | Tekst                               | Muzyka                                                | Czas  |
| --- | ----------------------- | ----------------------------------- | ----------------------------------------------------- | ----- |
| 1.  | „Arriverà” (i Modà)     | Francesco Silvestre                 | Francesco Silvestre, Enrico Palmosi, Enrico Zapparoli | 3:33  |
| 2.  | „Io son per te l’amore” | Francesco Silvestre                 | Francesco Silvestre, Orazio Grillo                    | 3:46  |
| 3.  | „Per sempre”            | Francesco Silvestre                 | Francesco Silvestre, Orazio Grillo                    | 3:54  |
| 4.  | „Ho toccato il cielo”   | Lisa Sacchezin                      | Luca Chiaravalli                                      | 3:56  |
| 5.  | „Cullami”               | Roberto Casalino                    | Roberto Casalino                                      | 3:45  |
| 6.  | „Con le nuvole”         | Roberto Casalino                    | Roberto Casalino, Dario Faini                         | 3:28  |
| 7.  | „La lontananza”         | Enrica Bonaccorti, Domenico Modugno | Domenico Modugno                                      | 2:57  |
| 8.  | „Petali”                | Dario Faini, Antonio Galbiati       | Dario Faini, Antonio Galbiati                         | 3:32  |
| 9.  | „Dimmi che senso ha”    | Antonio Galbiati, Dario Faini       | Antonio Galbiati, Dario Faini                         | 3:29  |
| 10. | „Arida”                 | Roberto Casalino                    | Roberto Casalino, Antonio Galbiati                    | 3:30  |
| 11. | „Emozioniamoci ora”     | Massimo Greco                       | Massimo Greco                                         | 3:16  |
| 12. | „Purché tua”            | Deborah Falanga, Massimo Greco      | Deborah Falanga, Massimo Greco                        | 3:40  |
| 13. | „Dalle vene”            | Bungaro, Saverio Grandi             | Bungaro, Saverio Grandi                               | 3:17  |
| 14. | „Colori”                | Roberto Angelini                    | Roberto Angelini                                      | 3:45  |
| 15. | „On Line”               | Deborah Falanga, Antonio Galbiati   | Deborah Falanga, Antonio Galbiati                     | 3:08  |
|     |                         |                                     | Całkowita długość:                                    | 52:57 |

## Pozycje na listach sprzedaży
| Kraj       | Lista sprzedaży (2010) | Najwyższa pozycja | Certyfikat         | Sprzedaż |
| ---------- | ---------------------- | ----------------- | ------------------ | -------- |
| Szwajcaria | Alben Top 100          | 50                |                    |          |
| Włochy     | FIMI                   | 2                 | 2× platynowa płyta | 120 000+ |